# Glenea fruhstorferi
Glenea fruhstorferi là một loài bọ cánh cứng trong họ Cerambycidae.